# Elçin Əsədov
Elçin Əsədov (Füzuli, Alt Karabakh, 2 de desembre de 1987) fou un ciclista azerbaidjanès. Professional des del 2012 fins al 2023, del seu palmarès destaquen els diferents campionats nacionals tant en contrarellotge com en ruta.

## Palmarès
- 2012
  -  Campió de l'Azerbaidjan en contrarellotge
- 2013
  -  Campió de l'Azerbaidjan en contrarellotge
- 2014
  -  Campió de l'Azerbaidjan en ruta
  -  Campió de l'Azerbaidjan en contrarellotge
- 2016
  -  Campió de l'Azerbaidjan en contrarellotge
- 2017
  -  Campió de l'Azerbaidjan en contrarellotge
  - Vencedor d'una etapa a la Volta al Marroc
- 2018
  -  Campió de l'Azerbaidjan en ruta
  -  Campió de l'Azerbaidjan en contrarellotge
- 2019
  -  Campió de l'Azerbaidjan en ruta
  -  Campió de l'Azerbaidjan en contrarellotge
  - Vencedor d'una etapa al Tour of Peninsular
- 2022
  -  Campió de l'Azerbaidjan en ruta
  -  Campió de l'Azerbaidjan en contrarellotge